# لایه نشست
لایهٔ نشست (به انگلیسی: Session layer) پنجمین لایه در مدل اتصال متقابل سامانه‌های باز در شبکه‌های رایانه‌ای است. این لایه کار هماهنگ‌سازی و حفظ ارتباطات بین دو گره شبکه را بر عهده دارد. عبارت «نشست» در عنوان این لایه نیز به همین موضوع ایجاد ارتباط پایدار بین دوطرف اشاره می‌کند. از جمله کارکردهای این لایه می‌توان به ایجاد و حفظ کانال ارتباط بین دو گره (مسائلی مانند تعیین اولویت آغاز ارتباط یا مدت‌زمانی که هر گره ارتباط را در دست می‌گیرد)، حفظ امنیت ارتباط (با کنترل گره‌هایی که در ارتباط مشارکت دارند یعنی اصالت‌سنجی و کسب اجازه)، هماهنگ‌سازی گفتگو بین دو گره، تشخیص قطع ارتباط و یافتن محل مناسب برای ادامهٔ آن، و پایان ارتباط اشاره کرد.
بسیاری از حمله‌هایی که از طریق لایهٔ نشست انجام می‌شود از راه ارسال سرایند‌های تی‌سی‌پی و آی‌پی نامناسب انجام می‌شوند. حمله‌های جدیدتر ممکن است بر پایهٔ قراردادهای لایه‌های بالاتر مانند اس‌دی‌پی (قرارداد توصیف نشست) و اس‌آی‌پی (قرارداد آغازگر نشست) استوار باشند.